# 18737 Aliciaworley
18737 Aliciaworley è un asteroide della fascia principale. Scoperto nel 1998, presenta un'orbita caratterizzata da un semiasse maggiore pari a 2,2817981 UA e da un'eccentricità di 0,1007418, inclinata di 8,37139° rispetto all'eclittica.